# Mimasarta niveifascialis
Mimasarta niveifascialis är en fjärilsart som beskrevs av Émile Louis Ragonot 1894. Mimasarta niveifascialis ingår i släktet Mimasarta och familjen Crambidae. Inga underarter finns listade i Catalogue of Life.